# Harriet Original Motion Picture Soundtrack
Die Musik für den Film Harriet von Kasi Lemmons wurde von Terence Blanchard komponiert. Das Soundtrack-Album wurde am 1. November 2019 von Back Lot Music veröffentlicht. Das darauf enthaltene Lied Stand Up wurde im Rahmen der Oscarverleihung 2020 als bester Filmsong nominiert.

## Entstehung

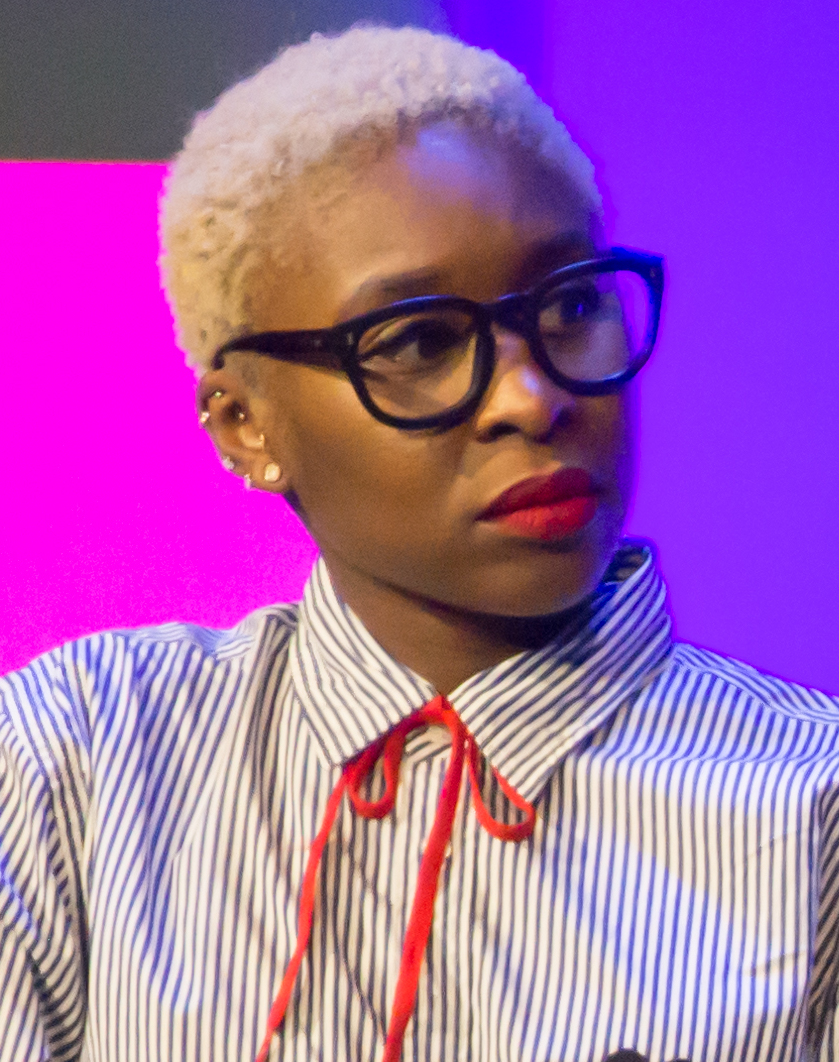
Die Tony-Award-, Grammy- und Emmy-Preisträgerin Cynthia Erivo, die im Film Harriet Tubman spielt, steuerte Stand Up bei

Die Musik für den Film Harriet von Kasi Lemmons wurde von Terence Blanchard komponiert. Das Album enthält überwiegend reine Instrumentalstücke für Klavier, Streicher und Horn, gelegentlich von Perkussion begleitet, aber auch Gospel-like Songs wie Hold On und Sign of the Judgement von Vondie Curtis-Hall als Vorsänger, der in Harriet in der Rolle von Reverend Green zu sehen ist. Cynthia Erivo steuerte Stand Up bei, den Titelsong des Films der im Abspann gespielt wird. Erivo ist darin in der Titelrolle der afroamerikanischen Fluchthelferin Harriet Tubman zu sehen. Im Song Stand Up beschreibt Harriet, wie sie mit einem Gewehr bewaffnet ihre Leute in die Freiheit führt. Es handelt sich um den Titelsong des Films.

## Veröffentlichung
Der Soundtrack, der insgesamt 35 Musikstücke enthält, darunter auch  den Song Stand Up von Cynthia Erivo, der auch als Single erhältlich ist, wurde am 1. November 2019 von Back Lot Music als Download und auf CD veröffentlicht.

## Titelliste
1. Opening (1:14)
2. Hold On – Vondie Curtis-Hall (0:49)
3. Broken Contract (1:28)
4. On the Run (1:43)
5. Goodbye Song – Terence Blanchard und Cynthia Erivo (1:12)
6. I’ll Be With You (1:30)
7. Fear Is Your Enemy (1:40)
8. Running For the Bridge (2:08)
9. Suicide (1:22)
10. Back On the Move (1:40)
11. Walking Into Freedom (1:20)
12. Walk Like You Have a Right To (1:01)
13. Minty’s Story (2:41)
14. To Marie’s (0:34)
15. Harriet Gets Bath (2:44)
16. I’m Going Back (3:04)
17. I Listen For Your Voice (1:07)
18. The Railroad Starts (4:29)
19. Bigger Long Meeting (1:51)
20. We Go Left (1:21)
21. Ye of Little Faith (2:10)
22. I Lost Them (1:33)
23. Back In Philly (0:32)
24. Talking To God (2:05)
25. Meeting the Underground (1:36)
26. Freeing Rachel (1:20)
27. You the One They Call Moses (1:00)
28. Gotta Go (4:14)
29. Marie’s Death (4:05)
30. Flash (1:58)
31. Sign of the Judgement – Vondie Curtis-Hall (1:02)
32. Bigger and Gideon (2:16)
33. Our Time Is Near (Our People Are) (1:08)
34. Harriet Comes Home (2:12)
35. Stand Up – Cynthia Erivo (5:03)

## Auszeichnungen
Critics’ Choice Movie Awards 2020
- Nominierung als Bester Song („Stand Up“)

Golden Globe Awards 2020
- Nominierung als Bester Filmsong („Stand Up“, Cynthia Erivo)

Grammy Awards 2021
- Nominierung als Best Song Written For Visual Media („Stand Up“, Joshuah Brian Campbell und Cynthia Erivo)[8]

Hollywood Music in Media Awards 2019
- Nominierung für die Beste Filmmusik – Spielfilm (Terence Blanchard)
- Auszeichnung als Bester Song – Spielfilm („Stand Up“, Cynthia Erivo und Joshuah Brian Campbell)[9]

NAACP Image Awards 2020
- Nominierung als Bestes Soundtrack/Compilation Album (Terence Blanchard)
- Nominierung als Bester Song – Traditional („Stand Up“, Cynthia Erivo)[10]

Oscarverleihung 2020
- Nominierung als Bester Filmsong („Stand Up“)

Satellite Awards 2019
- Nominierung für die Beste Filmmusik (Terence Blanchard)

Society of Composers & Lyricists Awards 2020
- Auszeichnung in der Kategorie Original Song for Visual Media („Stand Up“, Cynthia Erivo und Joshuah Brian Campbell)[11]

World Soundtrack Awards 2020
- Nominierung in der Kategorie Best Original Song („Stand Up“, Cynthia Erivo und Joshuah Brian Campbell)[12]